# Alcide Cerato
Alcide Cerato (Legnaro, 11 febbraio 1939) è un ex ciclista su strada e imprenditore italiano.
Professionista dal 1961 al 1964, partecipò due volte al Giro d'Italia ma non ottenne mai alcuna vittoria. Imprenditore e commendatore dal 1965 dopo la fondazione dell'Impresa San Siro.

## Carriera
Passato professionista nella Molteni nel 1961 dopo una carriera dilettantistica con diverse vittorie, ottenne inizialmente piazzamenti importanti: nel 1962 fu terzo nel Giro di Lombardia, secondo nella Coppa Placci e nel Giro del Trentino e quarto nel Trofeo Baracchi. Anche l'anno successivo si confermò con un terzo posto sempre nella Coppa Placci.
Nel 1964 però la sua carriera si concluse a causa di un infortunio causato da una caduta durante il Giro di Lombardia; così rileva la piccola azienda di pompe funebri del suocero.
Cerato è famoso nel mondo funerario per aver importato il concetto statunitense di Casa Funeraria, aprendone diverse nel territorio del milanese, e per aver sempre guardato alle innovazioni del settore.
Rimase comunque nel mondo del pedale svolgendo il ruolo di dirigente in diverse squadre dilettantistiche e ricoprendo ruoli di primo piano nella Federazione Ciclistica Italiana e nel Consiglio del Ciclismo Professionistico (CCP) di cui è stato presidente.
Nel 1965 Alcide Cerato fonda l'Impresa San Siro a Milano, azienda che diventerà leader nel settore funerario italiano. Nel 2019 l'azienda è stata rilevata ed acquisita dal gruppo HOFI. La famiglia Cerato tuttavia continua ad avere ruoli dirigenziali e decisionali nel progetto HOFI in quanto partecipante al consiglio d'amministrazione.
Ad 80 anni, nel 2019, annuncia la decisione di ritirarsi per godersi la pensione.

## Accuse giudiziarie
Nel 2008 Alcide Cerato e i suoi due figli Massimo e Andrea sono stati arrestati nell'ambito di un'inchiesta sul racket delle pompe funebri milanesi, con l'accusa di corruzione e rivelazione di segreti d'ufficio. L'episodio si inserisce in un maxi blitz a cui hanno preso parte 300 carabinieri e sono state arrestate 41 persone.

## Palmarès
- 1959 (dilettanti)

Gran Premio Città di Camaiore

## Piazzamenti

### Grandi giri
- Giro d'Italia

1962: 42º
1963: ritirato

### Classiche
- Milano-Sanremo

1963: 60º
- Giro di Lombardia

1962: 3º
1964: ritirato